# The Journal of Neuroscience
The Journal of Neuroscience (abrégé en J. Neurosci.) est une revue scientifique à comité de lecture spécialisée dans le domaine de la neuroscience. C'est le journal officiel de la Society for Neuroscience. 
D'après le Journal Citation Reports, le facteur d'impact de ce journal était de 7,178 en 2009. L'actuel directeur de publication est Dora E. Angelaki.